# Анкона (футбольний клуб)
«Анкона», офіційно «Анконітана» (італ. US Anconitana ASD) — італійський футбольний клуб з міста Анкона. Заснований в 1905 році. Домашні матчі проводить на стадіоні «Дель Конеро», що вміщає 26 000 глядачів. До 1982 року і з 2017 року офіційно називається «Анконітана» (італ. Unione Sportiva Anconitana).

## Історія
Спортивний союз «Анконітана» був заснований у березні 1905 року. У той час футбол в цьому регіоні не був популярний, тому команда грала здебільшого проти команд британських моряків, що заходили у порт Анкони. Лише в сезоні 1921/22 клуб дебютував у чемпіонаті Італії. Першим успіхом клубу був вихід в Серію Б незадовго до початку Другої світової війни в 1937 році. Надалі клуб балансував між другим та третім дивізіоном країни. У 1951 році клуб остаточно вилетів у Серію C і зумів повернутись лише через 37 років у сезоні 1987/88. Наступні кілька років стали для клубу найуспішнішими в його історії. Під керівництвом тренера Вінченцо Гверіні команда зайняла 5-е місце в 1990 році, 10-е в 1991, і нарешті у 1992 році команда стала третьою і вперше в історії вийшла в Серію А.
В еліті клубу закріпитися не вдалося і зайнявши 17-е місце він покинув Серію А, при цьому залишивши про себе пам'ять, розгромивши вдома «Інтер» з рахунком 3:0. А в 1994 році «Анкона» дійшла до фіналу Кубка Італії, де програла «Сампдорії».
Останнім успіхом став другий вихід у Серію А в 2003 році. Але цей сезон став справжнім кошмаром для команди: у перших 28-ми турах жодної перемоги, всього 13 набраних очок за весь чемпіонат, подальше банкрутство і виліт в Серію С2.Після цього клуб поступово зумів повернутись до Серії Б, але 2010 року клуб знову через фінансові проблеми був позбавлений професіонального статусі і став грати у Серії D.
Влітку 2017 року клуб «Анкона» (італ. U.S. Ancona 1905) через фінансові проблеми знову був розпущений і на його місці був заснований клуб «Анконітана» (італ. Union Sportive Anconitana ASD), що став виступати у Пріма Категорії, сьомому за рівнем дивізіоні країни.

## Досягнення
- Фіналіст Кубка Італії: 1994

## Відомі гравці
- Діно Баджо
- Горан Пандев
- Милан Рапаїч
- Ігор Будан
- Крістіан Ла Гроттерія
- Маріо Жардел
- Владислав Мірчев
- Даріо Убнер
- Еусебіо Ді Франческо
- Мауріціо Ганц

## Відомі тренери
- Лучано Спаллетті
- Джованні Галеоне
- Марко Бароні
- Луїджі Сімоні
- Недо Сонетті